# Guido Andreozzi
Guido Andreozzi (Buenos Aires, 5 d'agost de 1991) és un tennista professional argentí d'ascendència italiana. La seva millor posició al rànquing individual va ser el número 70, i el número 101 al de dobles, ambdós aconseguits l'any 2019. La seva carrera s'ha desenvolupat bàsicament en el circuit Challenger i ITF.

## Palmarès

### Dobles masculins: 3 (3−0)
| Llegenda                          |
| --------------------------------- |
| Grand Slams (0−0)                 |
| ATP Finals (0−0)                  |
| ATP World Tour Masters 1000 (0−0) |
| ATP World Tour 500 (0−0)          |
| ATP World Tour 250 (3−0)          |

| Títols per superfície |
| --------------------- |
| Dura (0−0)            |
| Gespa (0−0)           |
| Terra batuda (3−0)    |

| Resultat  | Núm. | Data                 | Torneig                 | Superfície   | Parella                   | Oponents                     | Marcador            |
| --------- | ---- | -------------------- | ----------------------- | ------------ | ------------------------- | ---------------------------- | ------------------- |
| Guanyador | 1.   | 28 de juliol de 2024 | Umag, Croàcia           | Terra batuda | Miguel Ángel Reyes Varela | Manuel Guinard Grégoire Jacq | 6−4, 6−2            |
| Guanyador | 2.   | 16 de febrer de 2025 | Buenos Aires, Argentina | Terra batuda | Théo Arribagé             | Rafael Matos Marcelo Melo    | 7−5, 4−6, [10−7]    |
| Guanyador | 3.   | 20 de juliol de 2025 | Bastad, Suècia          | Terra batuda | Sander Arends             | Adam Pavlásek Jan Zieliński  | 6−7(4), 7−5, [10−6] |